# Khí hóa than
Khí hóa than là quá trình sản xuất khí tổng hợp - một hỗn hợp bao gồm chủ yếu là carbon monoxit (CO), hydrogen (H2), carbon dioxide (CO2), khí thiên nhiên (CH4), và hơi nước (H2O) từ than đá và nước, không khí và hoặc oxy.
Trong lịch sử, than đã được khí hóa để sản xuất khí than, còn được gọi là "khí thành thị". Khí than dễ cháy và được sử dụng để thắp sáng thành phố và sưởi ấm, trước khi có sự sản xuất khí đốt tự nhiên quy mô lớn từ các giếng dầu.
Trong thực tế hiện nay, việc lắp đặt khí hóa than quy mô lớn chủ yếu dành cho sản xuất điện hoặc để sản xuất nguyên liệu hóa học. Hydro thu được từ than khí hóa có thể được sử dụng cho nhiều mục đích như chế tạo amonia, cung cấp năng lượng cho nền kinh tế hydro hoặc nâng cấp nhiên liệu hóa thạch.
Ngoài ra, khí tổng hợp có nguồn gốc từ than có thể được chuyển đổi thành nhiên liệu vận chuyển như xăng và diesel thông qua xử lý bổ sung hoặc thành metanol có thể được sử dụng làm nhiên liệu vận chuyển hoặc phụ gia nhiên liệu hoặc có thể là chuyển thành xăng.
Khí tự nhiên từ quá trình khí hóa than có thể được làm mát cho đến khi nó hóa lỏng để sử dụng làm nhiên liệu trong ngành vận tải.

## Lịch sử
Trước đây, than đá đã được chuyển đổi để tạo ra khí than, được dẫn đến các khách hàng để đốt để chiếu sáng, sưởi ấm và nấu ăn. Giá dầu và khí tự nhiên cao đang dẫn đến sự quan tâm ngày càng tăng đối với các công nghệ "Chuyển đổi BTU" như khí hóa, methan hóa và hóa lỏng. Synthetic Fuels Corporation là một tập đoàn do chính phủ Hoa Kỳ tài trợ thành lập năm 1980 để tạo ra một thị trường thay thế cho nhiên liệu hóa thạch nhập khẩu (như khí hóa than). Tập đoàn đã ngừng hoạt động vào năm 1985.

## Tác động môi trường

### Tác động môi trường của ngành công nghiệp khí than sản xuất

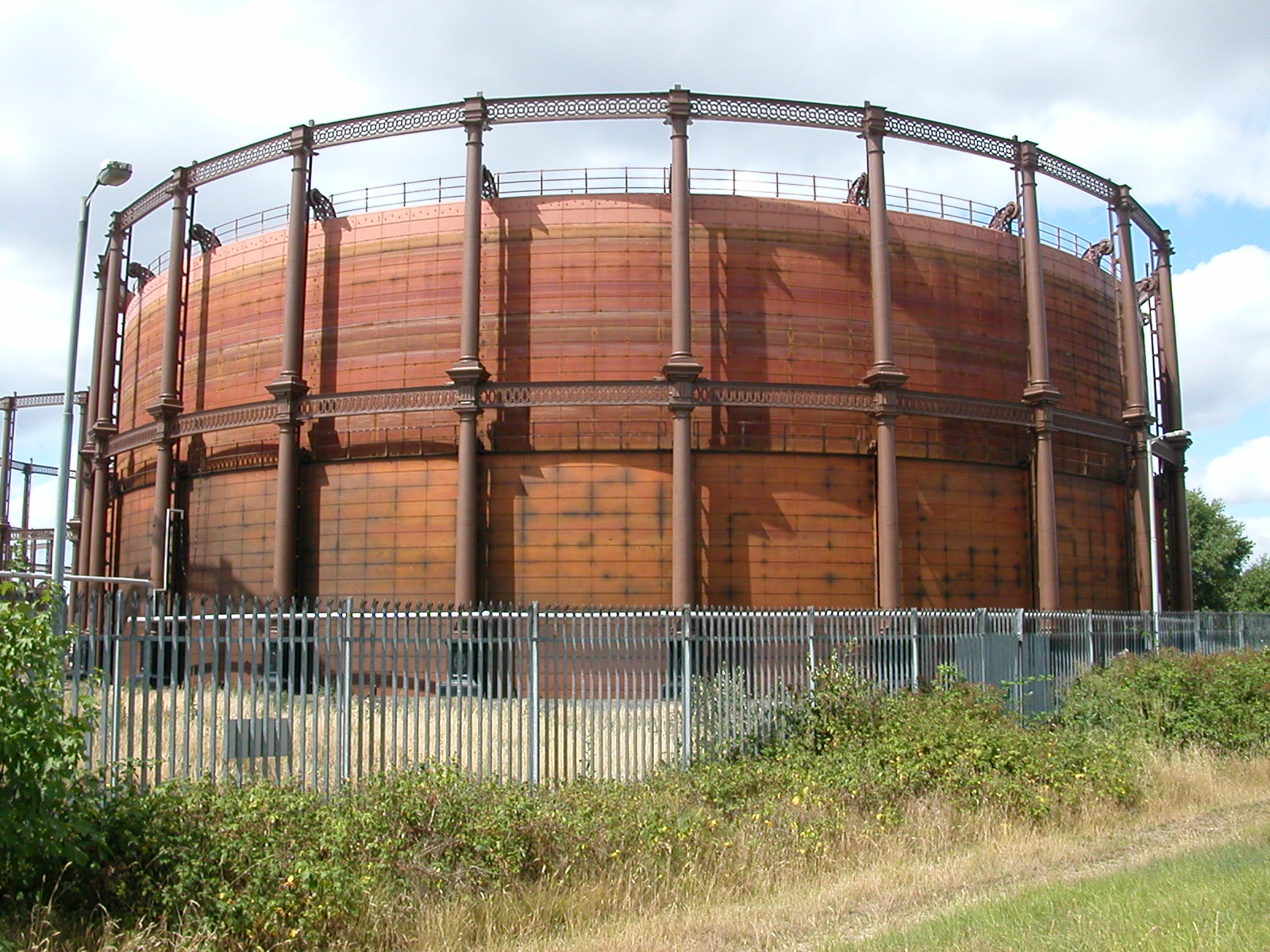
Gasometer tại West Ham, Vương quốc Anh

Từ khi phát triển ban đầu cho đến khi áp dụng khí đốt tự nhiên trên quy mô rộng, hơn 50.000 nhà máy khí được sản xuất đã tồn tại chỉ trong Hoa Kỳ. Quá trình sản xuất khí thường tạo ra một số sản phẩm phụ làm ô nhiễm đất và nước ngầm trong và xung quanh nhà máy sản xuất, vì vậy nhiều nhà máy khí của thành thị trước đây là một quan ngại môi trường nghiêm trọng, và chi phí dọn dẹp và khắc phục thường cao. Các nhà máy khí được sản xuất (MGP) thường được đặt gần hoặc liền kề với các tuyến đường thủy được sử dụng để vận chuyển trong than và để xả nước thải bị nhiễm nhựa hắc ín, amonia và/hoặc nhỏ giọt, cũng như các chất thải hoàn toàn và nhũ tương nước.
Trong những ngày đầu hoạt động của MGP, hắc ín được coi là chất thải và thường được thải ra môi trường trong và xung quanh các địa điểm của nhà máy. Mặc dù việc sử dụng hắc ín phát triển vào cuối thế kỷ 19, thị trường cho các loại hắc ín khác nhau và các nhà máy không bán được hắc ín tại một thời điểm nhất định có thể lưu trữ nhựa để sử dụng trong tương lai, cố gắng đốt nó làm nhiên liệu lò hơi hoặc đổ hắc ín làm chất thải. Thông thường, các thùng rác được xử lý trong các bình chứa khí cũ, quảng cáo hoặc thậm chí các trục khai mỏ (nếu có). Theo thời gian, các chất thải xuống cấp với phenol, benzen (và các chất thơm đơn chất khác - BTEX) và hydrocarbon thơm đa vòng được giải phóng dưới dạng các chất ô nhiễm có thể thoát ra xung quanh Môi trường. Các chất thải khác bao gồm "billy xanh", là hợp chất ferroferricyanide màu xanh lam là từ Phổ xanh, được sử dụng thương mại như một thuốc nhuộm. Blue billy thường là một vật liệu dạng hạt và đôi khi được bán tại địa phương với dòng dây đeo "ổ đĩa không có cỏ dại được đảm bảo". Sự hiện diện của billy xanh có thể tạo ra chất thải cho khí thải một mùi mốc đặc trưng / hạnh nhân đắng hoặc marzipan có liên quan đến khí cyanide.